# ふつうの人々
『ふつうの人々』（原題: Normal People、ノーマル・ピープル）は、2020年に放送されたアイルランドのテレビドラマシリーズ。BBCとHuluがアイルランドのElement Picturesと製作したロマンスドラマで、サリー・ルーニーの同名小説を原作に、アイルランドの田舎町に暮らす2人のラブストーリーを描く。出演はデイジー・エドガー＝ジョーンズ、ポール・メスカルなど。
イギリスでは2020年4月26日にBBC Threeで全話一挙配信され、その後BBC Oneで毎週放送された。アイルランドでは4月28日からRTÉ Oneで放送され、アメリカでは4月29日にHuluで配信された。日本ではHuluからは配信されず、2020年7月16日にSTARZPLAYから日本語字幕版が配信された。

## あらすじ
アイルランド西部の小さな田舎町の高校に通う人気者のコネルと嫌われ者のマリアン。2人は秘密の複雑な関係を築いていく。

## 登場人物とキャスト

### メイン
マリアン
演 - デイジー・エドガー＝ジョーンズ、声 - 清水理沙
コネル
演 - ポール・メスカル、声 - 手塚ヒロミチ

### リカーリング
ロレイン
演 - セーラ・グリーン、声 - 三井好美
デニス・シェリダン
演 - アイリーン・マクガキン、声 - 宮本茉奈
ロブ・ヘガティ
演 - イエナ・ハードウィック、声 - 井川康平
アラン
演 - フランク・ブレイク、声 - 谷内健
ジョアンナ
演 - エリオット・ソルト
ペギー
演 - インディア・ミューレン
ナイル
演 - デズモンド・イーストウッド、声 - バトリ勝悟
ガレス
演 - セバスチャン・デ・ソウザ
ジェイミー
演 - フィオン・オシェイ、声 - 渡辺晃
レイチェル
演 - リア・マクナマラ、声 - 石井未紗
エリック
演 - シアン・ドイル
カレン
演 - ニアム・リンチ
フィリップ
演 - クワク・フォーチュン
キアナン
演 - クリントン・リバティ
ヘレン
演 - イーファ・ハインズ
ルーカス
演 - ランスロット・ヌベ

## エピソード
| 通算 話数 | タイトル                    | 監督                     | 脚本                     | 公開日        |
| --------- | --------------------------- | ------------------------ | ------------------------ | ------------- |
| 1         | "エピソード1" "Episode 1"   | レニー・エイブラハムソン | Sally Rooney Alice Birch | 2020年4月26日 |
| 2         | "エピソード2" "Episode 2"   | レニー・エイブラハムソン | Sally Rooney Alice Birch | 2020年4月26日 |
| 3         | "エピソード3" "Episode 3"   | レニー・エイブラハムソン | Sally Rooney Alice Birch | 2020年4月26日 |
| 4         | "エピソード4" "Episode 4"   | レニー・エイブラハムソン | Sally Rooney Alice Birch | 2020年4月26日 |
| 5         | "エピソード5" "Episode 5"   | レニー・エイブラハムソン | Sally Rooney Alice Birch | 2020年4月26日 |
| 6         | "エピソード6" "Episode 6"   | レニー・エイブラハムソン | Sally Rooney Alice Birch | 2020年4月26日 |
| 7         | "エピソード7" "Episode 7"   | Hettie Macdonald         | Alice Birch              | 2020年4月26日 |
| 8         | "エピソード8" "Episode 8"   | Hettie Macdonald         | Alice Birch              | 2020年4月26日 |
| 9         | "エピソード9" "Episode 9"   | Hettie Macdonald         | Alice Birch              | 2020年4月26日 |
| 10        | "エピソード10" "Episode 10" | Hettie Macdonald         | Alice Birch              | 2020年4月26日 |
| 11        | "エピソード11" "Episode 11" | Hettie Macdonald         | Mark O'Rowe              | 2020年4月26日 |
| 12        | "エピソード12" "Episode 12" | Hettie Macdonald         | Alice Birch              | 2020年4月26日 |

## 製作
2019年5月、BBC ThreeとHuluが本作の製作を発表した。制作はアイルランドのElement Picturesが担当することになった。

## 評価

### 批評
本作は批評家から極めて高い評価を受けている。批評集積サイトのRotten Tomatoesには76件のレビューがあり、批評家支持率は89%、平均点は10点満点で8.2点となっている。また、Metacriticには24件のレビューがあり、加重平均値は84/100となっている。